# Alan Robert Graham
Pour les articles homonymes, voir Graham.
Alan Robert Graham est un agriculteur, un homme d'affaires et un homme politique canadien.

## Biographie
Alan Robert Graham est né le 20 juin 1942 à Main River, au Nouveau-Brunswick. Son père est Harrison M. Graham et sa mère est Nell H. Ross. Il étudie à l'Université de Moncton. Il épouse Audrey Graham le 7 novembre 1938 et le couple a cinq enfants, dont le premier ministre Shawn Graham.
Il est député du Kent à l'Assemblée législative du Nouveau-Brunswick de 1967 à 1974 en tant que libéral. Il est ensuite député de la nouvelle circonscription de Kent-Sud entre 1974 et 1998, toujours en tant que libéral. Il est aussi ministre de l'Agriculture de 1987 à 1991 puis ministre des Ressources naturelles et de l'Énergie entre 1991 et 1998.
Il est membre de la Société du Cancer, du Club Lions, des Francs-maçons, de l'Association des enfants à déficience mentale et de la Fédération agricole.